# Problema del verme di Moser

Il caso limite superiore del cerchio e altri casi

Il problema del verme di Moser è un problema di geometria ancora irrisolto formulato dal matematico austriaco-canadese Leo Moser nel 1966. Il problema chiede quale sia la più piccola regione capace di ospitare ogni curva piana di lunghezza 1. Il problema ammette che la curva possa essere ruotata e traslata nel piano per poter essere disposta all'interno della regione che, in alcune versioni seguenti del problema, ma non nell'originale, è richiesto che sia convessa.
Il nome del problema deriva da un'altra formulazione che è stata data dello stesso, ossia: "quali sono la dimensione e la forma della superficie piana di area minima che può essere utilizzata per realizzare la testa di un martello con cui si può schiacciare qualunque verme piano, non importa come sia contorto, colpendolo interamente, dalla testa alla coda, con un solo colpo?". Un'altra versione, meno cruenta, recita: "qual è l'area minima che deve avere una coperta perché mamma verme possa coprire del tutto il suo piccolo, in qualunque forma esso sia coricato?".

## Esempi
Per meglio comprendere il problema si può prendere ad esempio il fatto che un cerchio di raggio 1/2 può ospitare qualsiasi curva piana di lunghezza 1 posizionando il punto medio di tale curva nel centro del cerchio. Allo stesso modo, un'altra regione di questo tipo è una a forma di rombo con angoli al vertice di 60 e 120 gradi (π/3 e 2π/3 radianti) e con una diagonale maggiore di lunghezza unitaria. Tuttavia, queste non sono soluzioni ottimali e sono note infatti altre regioni di forma diversa e area più piccola in grado di ospitare ogni curva piana di lunghezza 1, al contempo però, come già detto, non è ancora stato dimostrato di aver trovato la più piccola delle regioni adatte.

## Proprietà della soluzioni
L'esistenza della soluzione di questo problema non è del tutto banale e una possibile alternativa sarebbe la possibilità di avvicinarsi all'area di minor superficie ma l'impossibilità di ottenerne il valore esatto. Tuttavia, per quanto riguarda il caso di superfici convesse, l'esistenza di una soluzione può essere dedotta dal teorema di selezione di Blaschke.
Inoltre non risulta banale determinare se una data superficie piana sia in effetti un soluzione al problema. In uno studio del 1974, Gerriets e Poole hanno esposto una congettura secondo cui una superficie può ospitare ogni curva di lunghezza unitaria se e solo se essa è in grado di ospitare ogni linea spezzata di lunghezza unitaria composta da 3 segmenti, una condizione che, in teoria, è più facile da determinare, tuttavia, nel 2007, Panraksa e altri hanno dimostrato l'inesattezza di tale congettura, dimostrando inoltre che la congettura non sarebbe valida qualunque fosse il numero di segmenti delle linee spezzate.

## Limiti noti
Il problema rimane aperto, ma negli anni i ricercatori hanno via via diminuito il divario tra i limiti inferiore e superiore noti, quindi tra i valori al di sopra e al di sotto dei quali il valore richiesto non può trovarsi. In particolare, nel 2003 Norwood e Poole hanno scoperto una superficie non convessa che soddisfa le condizioni richiesta avente un'area pari a 0,260437; nel caso di sole superfici convesse, invece, nel 2006 Wang ha scoperto una superficie di area 0,270911861. Per quanto riguarda il limite inferiore, nel 2013, Khandhawit, Pagonakis e Sriswasdi hanno dimostrato che, nel caso di superfici convesse, l'area della superficie in oggetto non può essere inferiore a 0,232239.
In una sua congettura degli anni 1970, John Wetzel aveva ipotizzato che un settore circolare di raggio unitario e angolo al vertice di 30 gradi rispondesse ai requisiti della superficie richiesta da Moser, e ciò, con un'area di {\displaystyle \pi /12}, ossia circa 0,2618, sposterebbe il valore del limite superiore ancora più in basso. Al 2021, sono state proposte due dimostrazioni di tale congettura, una nel 2017 e una nel 2019, tuttavia entrambe non sono ancora state convalidate da una revisione paritaria.